# Vernonia mesogramme
Vernonia mesogramme là một loài thực vật có hoa trong họ Cúc. Loài này được O.Hoffm. miêu tả khoa học đầu tiên.